# Forteresse de Cerbaia
La forteresse de Cerbaia (en italien : Rocca di Cerbaia, aujourd'hui en ruines, est située dans le hameau de Monsummano Alto, une frazione de la commune de Cantagallo dans la province de Prato en Toscane,.

## Historique
La forteresse a probablement été construite au début du XIIe siècle pour garder la « route de Lombardie » et était la demeure des comtes Alberti, à qui elle fut concédée en 1164 par l'empereur Frédéric Barberousse.
Au XIIIe siècle, le manoir fut l'une des pierres angulaires de la lutte entre le pouvoir féodal d'Alberto et la commune naissante de Prato.
Adélaïde degli Alberti y a rencontré son mari Ezzelino II da Romano. Une de leurs filles, Cunizza da Romano (dont parle Dante Alighieri dans Paradis), à la vie amoureuse animée, y vécut à un âge mûr ; en 1278, elle rédigea son testament à cet endroit, après quoi il n'y eut plus de nouvelles d'elle. Il est probable qu'elle y soit morte et qu'elle ait été enterrée dans le cimetière adjacent.
En 1361, Niccolò Aghinolfo degli Alberti fut le dernier comte de Cerbaia ; en effet, cette année-là, la forteresse fut vendue à la municipalité de Florence, qui la fortifia d'abord et y installa immédiatement après une garnison militaire, démobilisée au XVe siècle. Par la suite, la forteresse perdit peu à peu de son importance et au XVIIe siècle, elle devint la résidence de la famille Novellucci puis passa, au XIXe siècle, à la famille Eldmann.
À la fin du XXe siècle, la forteresse fut achetée par la municipalité de Cantagallo qui favorisa sa restauration et sa valorisation.

### La réception manquée de Dante
Dante Alighieri parle de la Rocca di Cerbaia dans le Inferno - Canto trentaduesimo (it) (vv.40-60) lorsqu'il raconte l'histoire des frères Napoleone Alberti (it) et Alessandro Alberti, fils du comte Alberto degli Alberti. Les deux frères se sont entretués pour des questions d'héritage et pour cette raison, ils ont été confinés à la Caina, dans le cercle dans lequel se trouvent les traîtres de leurs proches. Dante raconte également l'histoire du fils de Napoleone, Alberto II, qui assassina son cousin Orso et leur histoire est décrite dans le Purgatorio - Canto sesto (it) (vv. 19-21).
Une légende née à Florence, vers le XVe siècle, raconte que le poète se rendait à Bologne par une nuit de neige de l'hiver 1285 et qu'en arrivant à la forteresse, il demanda l'hospitalité pour une nuit aux comtes Alberti mais que ceux-ci le refusèrent ; le poète dut se réfugier dans une cabane de berger plus loin dans la vallée ; la légende identifie cette maison avec celle qui existe encore aujourd'hui, mais en ruines, située au pied de la forteresse.

## Description
De l'ensemble fortifié, constitué de rangées de grès local, il reste des traces de deux murailles de la ville et du donjon : dans le grand circuit de celui du bas se trouvent les restes d'un oratoire médiéval avec des absides ; à l'intérieur du deuxième cercle se trouvent une citerne couverte en forme de tonneau et des zones de service.
Au centre se trouve l'imposante tour pentagonale (en grande partie effondrée) avec une tour de guet centrale, le Mastio, qui était autrefois beaucoup plus haute (avec des restes de fenêtres et de meurtrières). Il est probable que le donjon ait été reconstruit dans la seconde moitié du XIIIe siècle, en s'inspirant des formes du château de l'Empereur de Prato.
Au pied de la forteresse se trouve le ponte di Cerbaia (it).
`

## Galerie

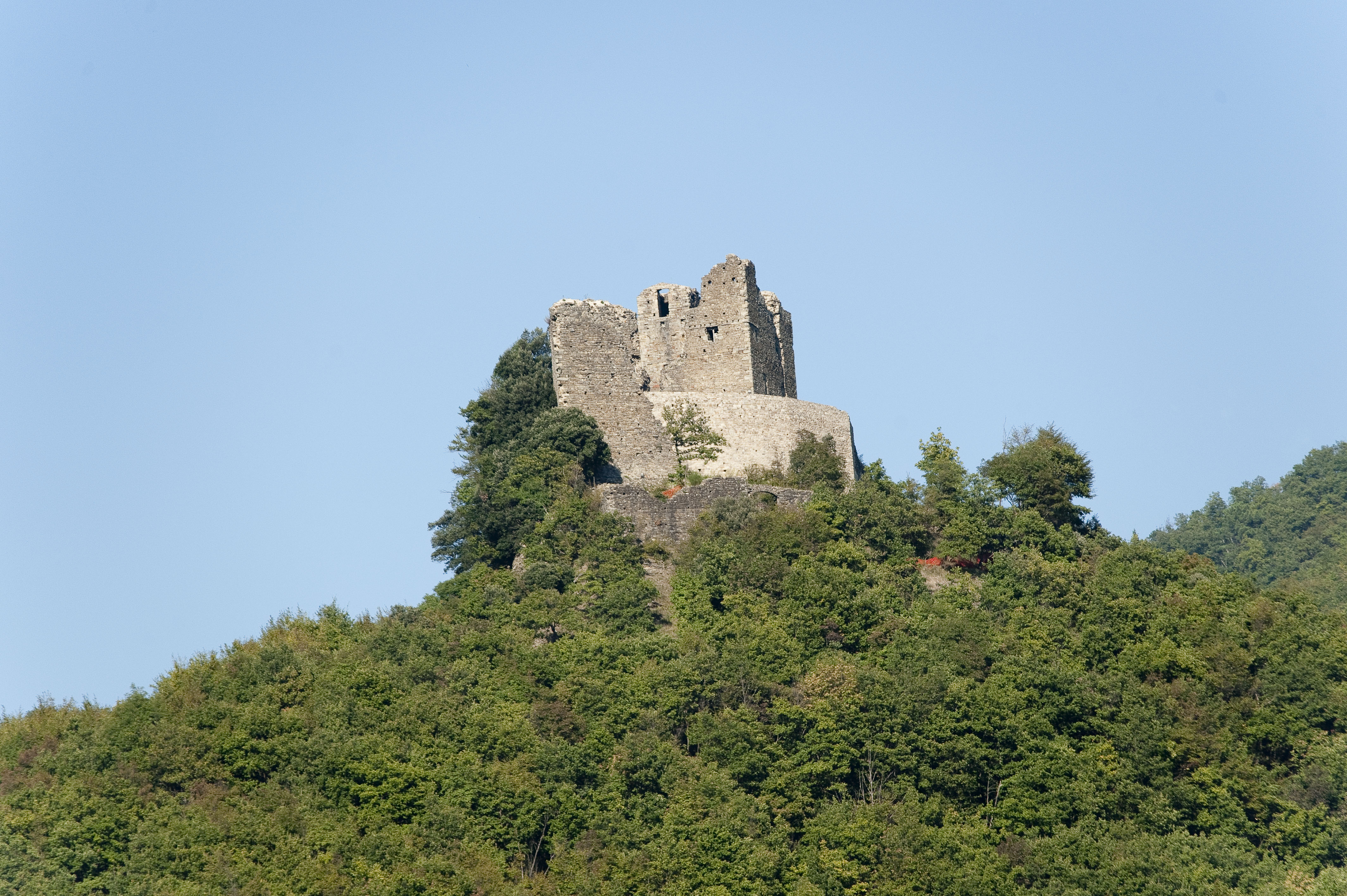
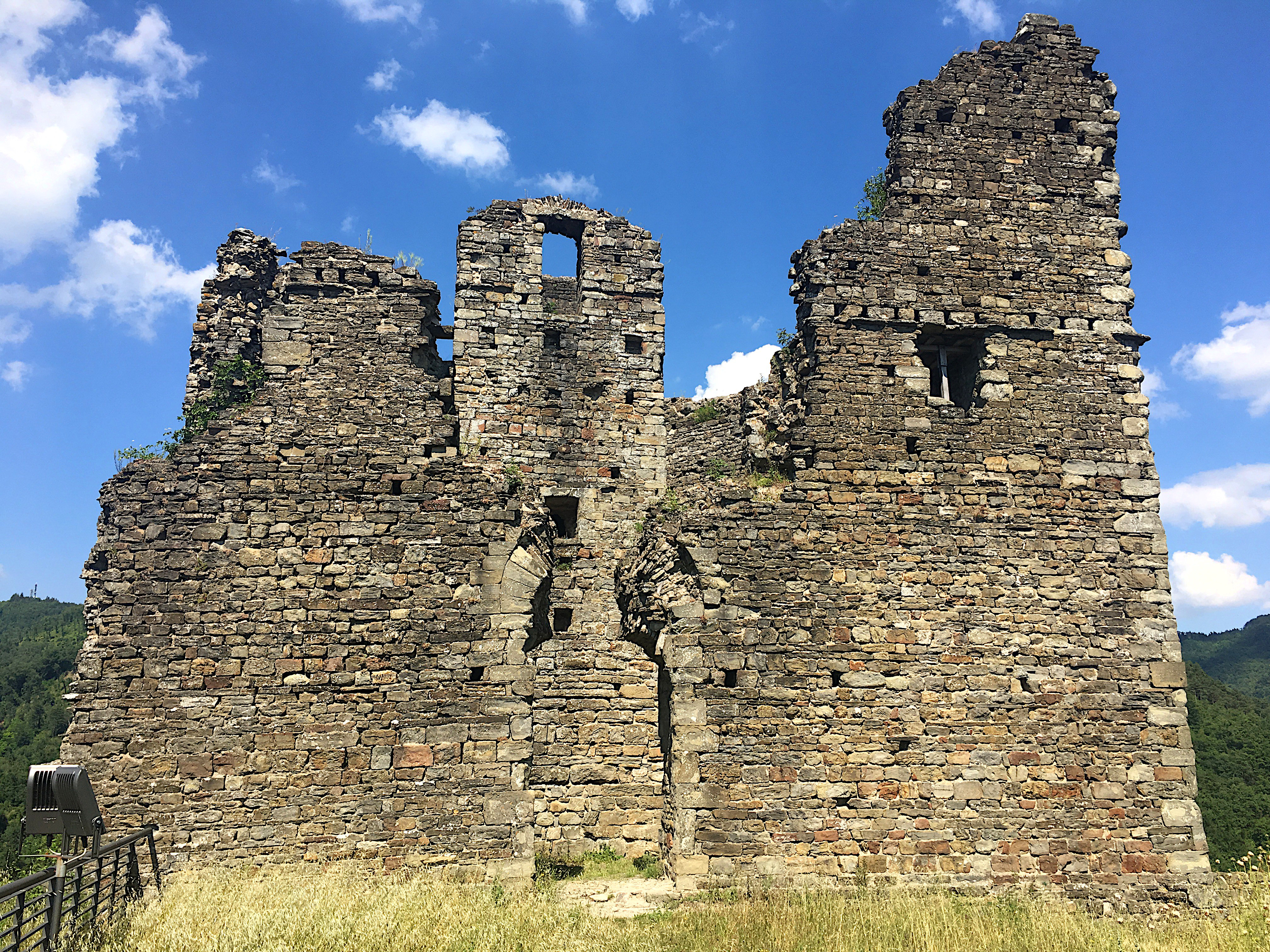
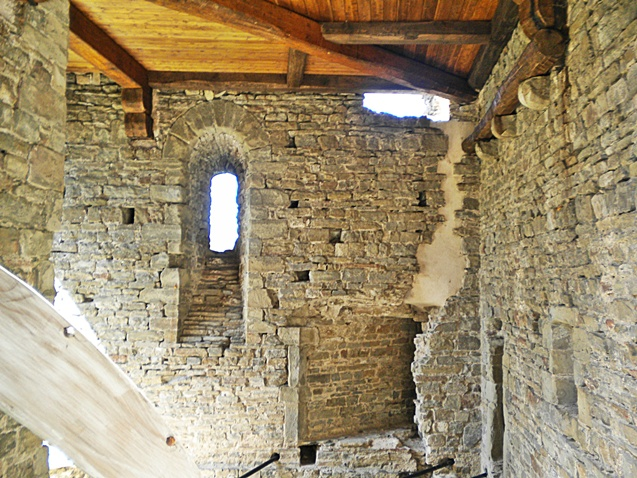
L'oratoire.
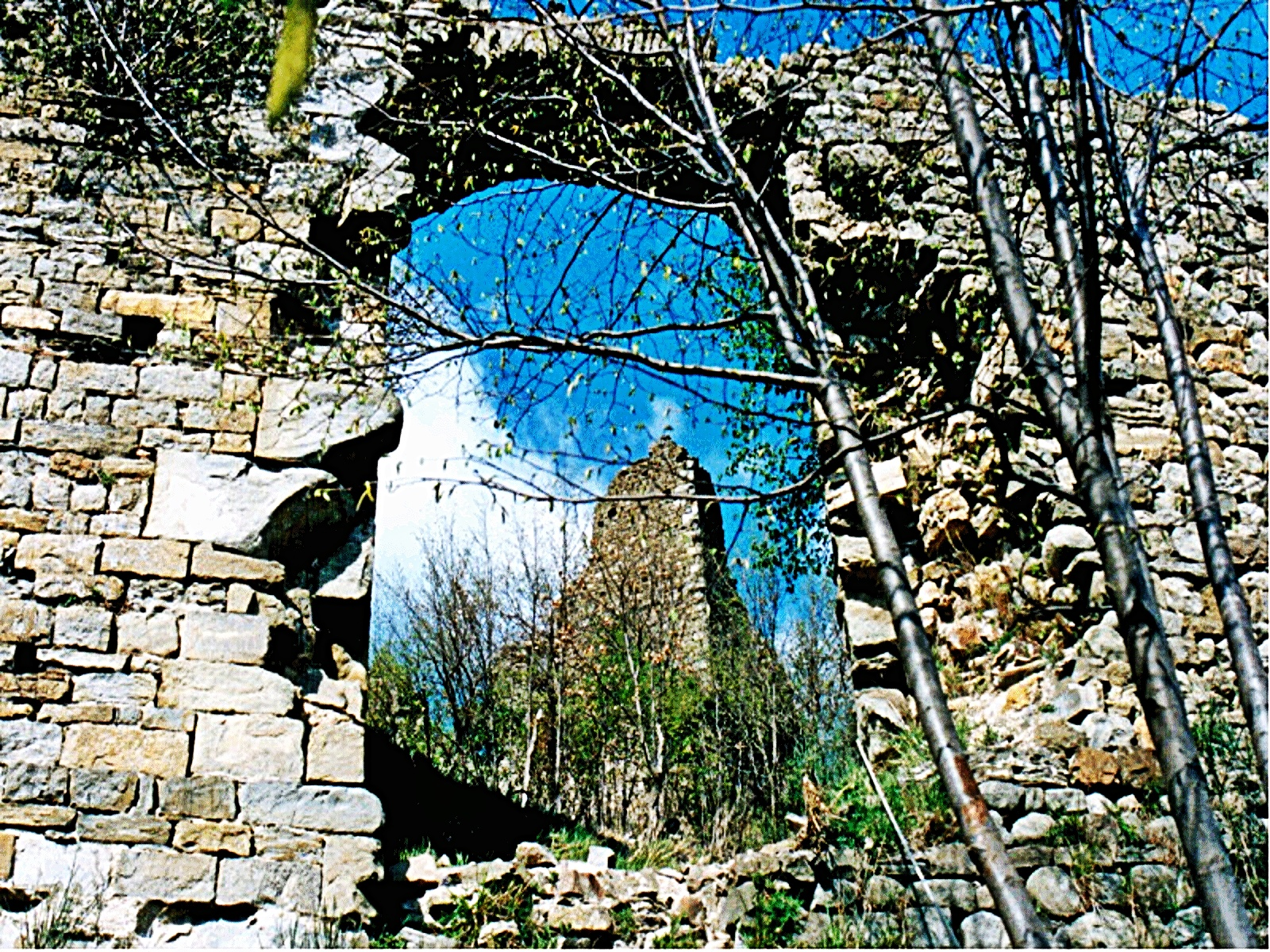
Le donjon.
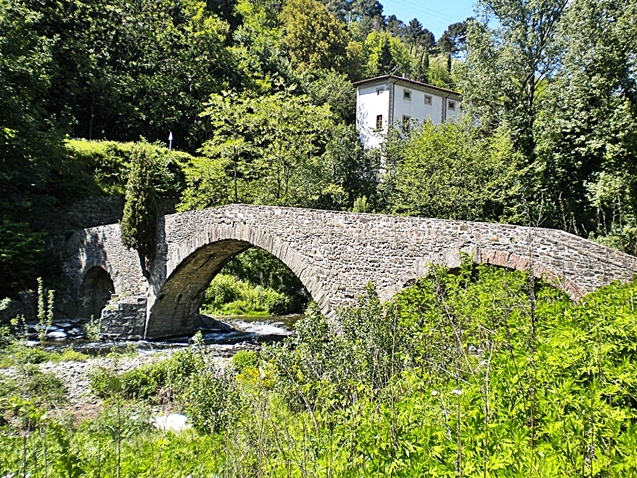
Le pont de Cerbaia.

.

### Articles externes
- Rocca Cerbaia - Site mondimedievali.net
- Rocca di Cerbaia- Site pratoturismo.it
- Rocca di Cerbaia - Site museionline.info